# جواد خلف
جواد خلف، لاعب كرة قدم كويتي سابق.كان لاعبا في نادي اليرموك، وقادهم للفوز ببطولة كأس الأمير في عام 1970. وهو شقيق لاعب نادي اليرموك ولاعب المنتخبات الكويتية السابق سلمان سيد خلف.

## كأس الخليج 1970
سجل هدف في مرمى منتخب السعودية لكرة القدم، وسجل هدف في مرمى منتخب قطر لكرة القدم، وسجل هدف في مرمى منتخب البحرين لكرة القدم، وأصبح هدافا للبطولة مع محمد المسعود برصيد 3 أهداف.
لعب لنادي اليرموك ولمنتخبات الكويت الوطنية منذ منتصف الستينيات وحتى النصف الثاني من سبعينيات القرن الماضي.